# Batracomorphus orestes
Batracomorphus orestes är en insektsart som beskrevs av Knight 1983. Batracomorphus orestes ingår i släktet Batracomorphus och familjen dvärgstritar. Inga underarter finns listade i Catalogue of Life.